# Malcolm Esajas
Malcolm Roland Esajas (Amsterdam, 13 juli 1986) is een voormalig Nederlands profvoetballer die bij voorkeur als aanvaller speelde.

## Clubcarrière
Esajas werd in de zomer van 2009 door MVV Maastricht gescout bij amateurclub AFC. Hij maakte op 7 augustus 2009 zijn debuut in het betaald voetbal tijdens een uitwedstrijd tegen FC Eindhoven, waarin hij direct scoorde. Hij stond vervolgens tot medio 2013 onder contract in Maastricht. Daarna werd hij overgenomen door ADO Den Haag, dat hem voor twee seizoenen vastlegde. Na in het seizoen 2014–2015 te zijn verhuurd aan RKC Waalwijk, werd op 19 juni 2015 bekend dat Esajas voor één seizoen had getekend bij FC Den Bosch. Zijn eerste goal voor FC Den Bosch maakte Esajas op 21 september 2015 in de met 3-0 gewonnen wedstrijd tegen FC Emmen. Hij wist in de 80e minuut een strafschop te benutten.

## Statistieken
| Seizoen                  | Club           | Land           | Competitie     | Competitie | Competitie | Beker | Beker | Play-offs | Play-offs | Totaal | Totaal |
| Seizoen                  | Club           | Land           | Competitie     | Wed.       | Dlp.       | Wed.  | Dlp.  | Wed.      | Dlp.      | Wed.   | Dlp.   |
| ------------------------ | -------------- | -------------- | -------------- | ---------- | ---------- | ----- | ----- | --------- | --------- | ------ | ------ |
| 2009/10                  | MVV Maastricht | Nederland      | Eerste divisie | 26         | 6          | 1     | 0     | —         | —         | 27     | 6      |
| 2010/11                  | MVV Maastricht | Nederland      | Eerste divisie | 31         | 8          | 1     | 0     | 2         | 1         | 34     | 9      |
| 2011/12                  | MVV Maastricht | Nederland      | Eerste divisie | 32         | 9          | 2     | 1     | 2         | 0         | 36     | 10     |
| 2012/13                  | MVV Maastricht | Nederland      | Eerste divisie | 30         | 5          | 1     | 0     | 2         | 0         | 33     | 5      |
| 2013/14                  | ADO Den Haag   | Nederland      | Eredivisie     | 2          | 0          | 0     | 0     | —         | —         | 2      | 0      |
| 2014/15                  | → RKC Waalwijk | Nederland      | Eerste divisie | 28         | 5          | 0     | 0     | —         | —         | 28     | 5      |
| 2015/16                  | FC Den Bosch   | Nederland      | Eerste divisie | 26         | 2          | 1     | 1     | —         | —         | 27     | 3      |
| Carrièretotaal           | Carrièretotaal | Carrièretotaal | Carrièretotaal | 175        | 35         | 6     | 2     | 6         | 1         | 187    | 38     |
| Bijgewerkt op 7 mei 2016 |                |                |                |            |            |       |       |           |           |        |        |